# المولوية المصرية

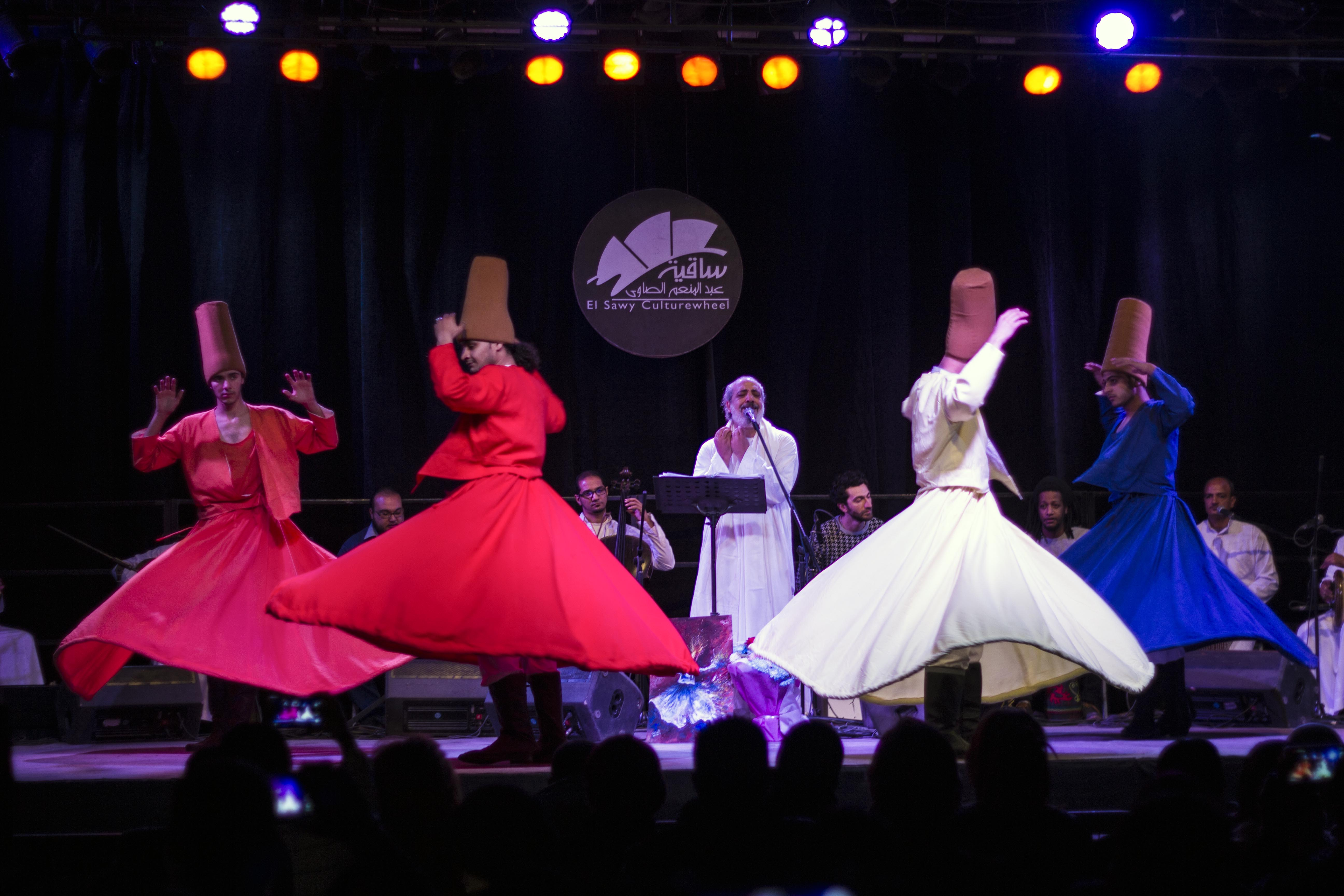
المولوية المصرية

المولوية المصرية هي فرقة انشاد صوفي تأسست على يد منشدها ومنظرها الفكرى عامر التوني عام 1994 والتي حاول من خلالها طرح التراث المولوى المصري على الساحة العالمية ليؤكد للعالم أجمع أن مصر لها خصوصية تراثية بين الأمم مما يؤكد هويتها الثقافية وحاول التونى ان يضرب بيدية في الاعماق عبر التاريخ لاستخراج تراث المولوية في مصر فلجا إلى تلك الحقبة التي كانت تحيا فيها المولوية في مصر منذ دخول الفتح العثمانى حتى ثورة 1952 متتبعا الاثار الموسيقية من الموشحات والابتهالات والمديح الموروثة عن أكبر المشايخ واستعراض كل الاشكال الاحتفالية للطرق الصوفية في مصر امثال الطريقة الميرغنية والشاذلية والرفاعية والبيومية وغيرهم من الطرق الصوفية التي تستخدم القوالب الموسيقية الدينية المختلفة ومن خلال الدراسات البحثية في المعاهد والجامعات والمقالات والكتب التي تناولت المولوية والاشكال الادائية لها كما استعان بالمؤسسات الثقافية التي تهتم بتوثيق وحفظ التراث وساعده في ذلك دراساته العلمية بأكاديمية الفنون بالهرم - القاهرة - من جمع خيوط بالية تكون تارخ المولوية في مصر كما كان للاثر الصوفى بداخلة لنشاته في ريف الصعيد والتي تنتشر فبه الطرق الصوفية كل هذا جعله يتسلح بمعرفه حقيقة استطاع من خلالها ان يكون فهم صوفى انطلق منه بالنظر إلى تراث المولوية العالمي وصيغ واشكال تقديما بداية من تركيا إلى الهند والبوسنة وغيرهم من البلدان التي تعتمد على الفتل المولوى وسيلة للاحتفالية ولم يكتفى بذلك كله بل راح إلى ماهو اعمق من ذلك تتبع سير الصالحين والانبياء والرسل منذ بدء الخليقة وجاب في الفلسفات واشكال التصوف الأولى في الأديان الأخرى حتى وقع على أول متصوف على وجهه الأرض فوجد انه مصري وكانت المفاجأة حين وجد مكانه بالتحديد في الصعيد يل من نفس البلد التي تربى فيها التونى مدينة ملوى بمحافظة المنيا ذلك المتصوف الأول هو تحوت فراح يدرس في متون تحوت والمعروفة لدى الغرب بمتون هيرمس أو هيرمتكا أو الهيرمسات وجد وبعد هذا كله استطاع التونى ان يصدر البيان الفكرى للمولوية المصرية ليكون أول مانيفستو للمولوية في العالم يفسر فيها تصورة للتصوف ومن ثم الرموز والحركات والإيقاعات.

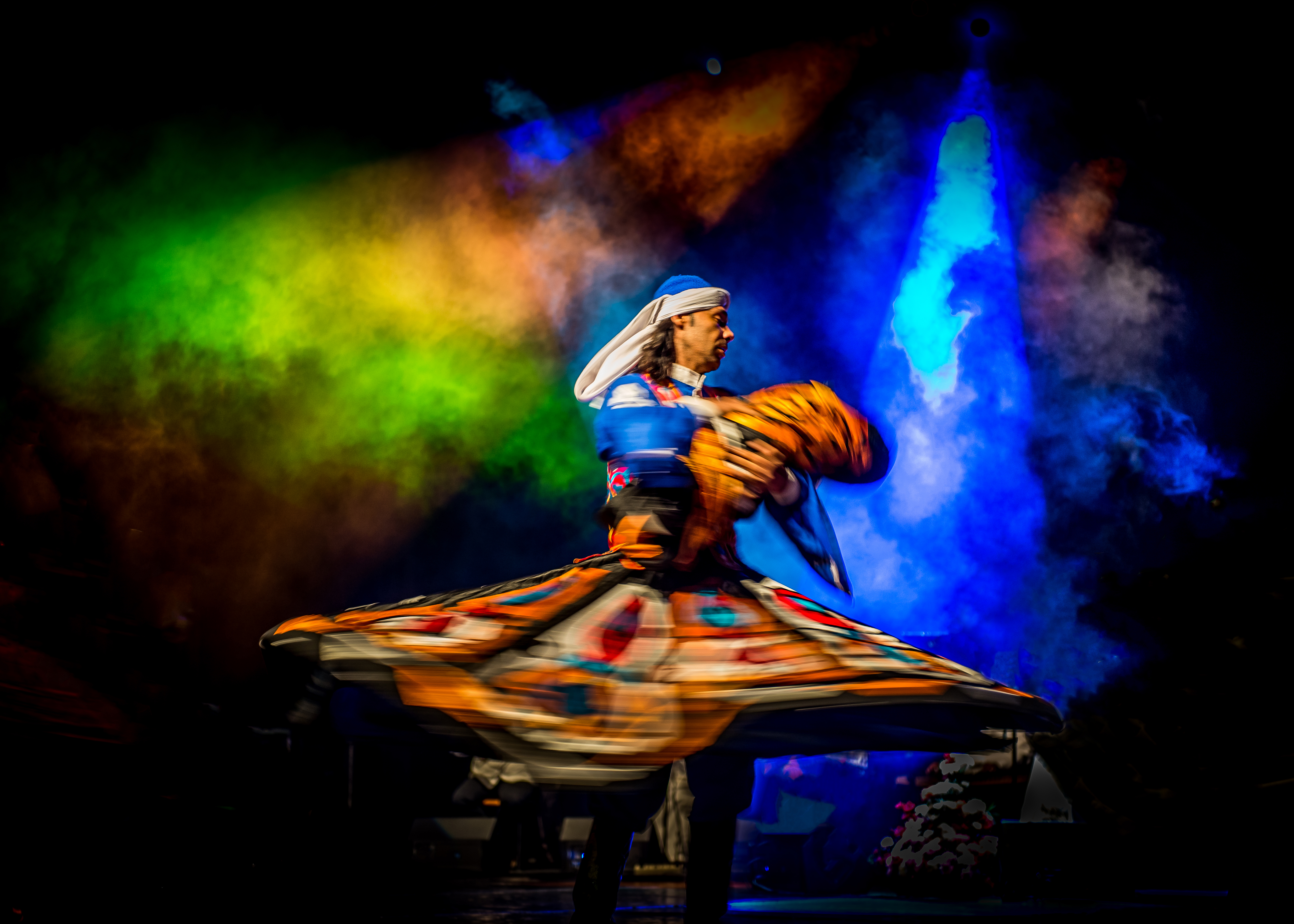
المولوية فى مصر